# Lake Charles
Lake Charles je město ve státě Louisiana ve Spojených státech amerických. Je pátým nejlidnatějším městem v Louisianě po městech New Orleans, Baton Rouge, Shreveport a Lafayette. Leží na stejnojmenném jezeře, jezeře Prien a na řece Calcasieu ve vzdálenosti asi 30 kilometrů od Mexického zálivu ve výšce asi 5 m n. m. Město je důležitým ekonomickým, kulturním i politickým centrem regionu jihozápadní Louisiany.  
K roku 2020 zde žilo 84 872 obyvatel. S celkovou rozlohou 126 km² byla hustota zalidnění 680 obyvatel na km². Založeno bylo v roce 1861. Sídlí zde McNeese State University a Sowela Technical Community College. Ve státě Louisiana má město vůbec nejrozsáhlejší hazardní průmysl. Ve městě je rovněž hojně rozšířen petrochemický průmysl a nacházejí se zde ropné rafinerie. Partnerským městem Lake Charles je mj. Sioux City v Iowě. V roce 2020 město významně poškodily hurikány. 